# 站在火葬場的男孩
站在火葬場的男孩（The boy standing by the crematory，又稱長崎的站立男孩）是於1945年9月拍攝的一張歷史性照片，時當長崎市原子彈爆炸之後不久。照片中是一名10歲左右的男孩，用包巾將死去的小弟弟背在背上，等著親人的火葬。
照片由喬·歐唐尼爾拍攝，他服務於美國海軍陸戰隊。
|                 | 我看到個約十歲的男孩走過來，背上背著個幼兒……看得出那個幼兒已經死了。工作人員抓著遺體的四肢，將之放進火焰中。男孩直挺挺地站著，一動不動，直視火焰。他用力咬住下唇，咬出血來。火焰沉降如落日， 男孩轉身沉靜離開。 |
| ——Joe O'Donnell | |

|               | I saw a boy about ten years old walking by. He was carrying a baby on his back... I saw that the baby was already dead. The men held the body by the hands and feet and placed it on the fire. The boy stood there straight without moving, watching the flames. He was biting his lower lip so hard that it shone with blood. The flame burned low like the sun going down. The boy turned around and walked silently away. |
| ——喬·歐唐尼爾 | |

歐唐尼爾把照片洗出自己的副本，收藏在箱子裡直到1989年，他當時打算辦巡迴展覽並出書。《日本1945年，壓箱底的圖像》（Japan 1945, Images From the Trunk）於1995年在日本出版，備受矚目。

## 辨明男孩身分的努力
1979年，身歷原子彈爆炸而多年走不出其陰影的Yoshitoshi Fukahori開始以其餘生收集爆炸當時的照片。他一見這張照片就開始努力尋找男孩的身分而無功，但村岡昌憲(Masanori Muraoka)也看到了同一張照片。
村岡相信那男孩是其兒時玩伴，但已忘了名字，甚至可能從來就不知道。村岡也認為自己在爆炸後還曾遇見過那男孩。男孩把自己死掉的小弟弟背在背上對他說：「我媽媽已經不在了。」村岡同樣努力想找出男孩的身分。他找到些微小的線索，但終究徒勞。他將自己的努力成果都記在貼身擕帶的筆記本中。
據藝術史研究家吉岡栄二郎所估，照片約攝於1945年（昭和20年）10月6日或7日左右。拍攝地點在長崎，但詳細地點未知。
NHK於2020年8月8日播放自製的50分鐘紀錄片《尋找長崎的站立男孩》（'焼き場に立つ少年'をさがして）。片中描述上述的努力，並帶出一班「原子彈孤兒」的戰後生活體驗。2021年，紀錄片於美國公共電視播放。
NHK調查發現，長崎主線道之尾站附近的鐵路交叉口和照片中的地形基本一致。由男孩夾克的姓名標籤和其位置，可看出照片是左右翻轉。至於刻在男孩腳邊的界石，經指出所刻為當時的日本漢字：「縣」。此外，男孩的腳下地面上還有三條細電纜。
2007年7月，長崎縣立美術館在所舉辦的展覽中特地展出本照片。同年10月，照片捐贈予長崎市，並展出於長崎原子彈博物館。2017年底，教宗方濟各指示，分送附上簽名及『戰爭帶給我們什麼』等字樣的這張照片給各地教會。

## 參閱
- O'Donnell, Joe. . Vanderbilt University Press. 2018. ISBN 9780826516121.